# Tamayu
Tamayu (玉湯町, Tamayu-chō) est un ancien bourg du district de Yatsuka et aujourd'hui un quartier de la ville de Matsue, chef-lieu de la préfecture de Shimane, dans la région du Chūgoku, au Japon.

## Histoire
Le bourg de Tamayu a fusionné avec la ville voisine de Matsue le 31 mars 2005. Il comptait 6 000 habitants, en 2003.

## Culture locale et patrimoine

### Tamatsukuri Onsen
Tamayu abrite le Tamatsukuri Onsen, situé sur la rive sud du lac Shinji, à huit kilomètres du centre-ville.